# Ricardo Darín
Ricardo Alberto Darín (Buenos Aires, 16 de janeiro de 1957) é um ator, roteirista, e diretor argentino, amplamente considerado como um dos melhores e mais prolíficos atores do cinema argentino.
Tendo atuado por diversos anos em séries de televisão e migrado posteriormente para o teatro e o cinema, é considerado atualmente como um dos melhores e mais populares atores de seu país . Seus papéis mais importantes no cinema foram os protagonistas dos filmes Nueve reinas (2000), El Hijo de la Novia (2001), Luna de Avellaneda (2004), El Aura (2005), El secreto de sus ojos (2009) e Un cuento chino (2011). Em 2011, Darín venceu o Prêmio Konex de Diamante, um dos mais prestigiados da Argentina, sendo considerado como a personalidade mais importante do entretenimento argentino da última década.

## Biografia
Darín nasceu em 16 de janeiro de 1957, em Buenos Aires, proveniente de uma família ligada ao mundo artístico (irmão da atriz Alejandra Darín e pai do ator "Chino" Darín). Com dez anos de idade, estreia no teatro, numa peça em que trabalhou junto com seus pais, "Ricardo Darín y Renée Roxana". Apesar de ter iniciado sua carreira cedo, Darín não tem formação acadêmica em teatro. Aos dezesseis anos, estreia na televisão argentina, com o programa "Alta Comedia" e "Estación Retiro". Foi dirigido por Alberto Migré, popular novelista argentino, e por isso consegue atingir uma razoável popularidade no país, sendo protagonista em várias destas produções.
Na década de 80, ainda junto ao diretor Migré, Darín atinge definitivamente a popularidade, como parte dos "Galancitos", um grupo de jovens atores que levaram sucessos da televisão ao teatro.  Os Galancitos ficaram muito famosos e tinham milhares de fãs por toda a Argentina. Darín, então associado à figura de galã, não fica preso a esse estereótipo e, nos anos 90, atinge seu maior sucesso televisivo, como comediante, no seriado "Mi cuñado", remake de uma série da década de 60.
Apesar de trabalhar de maneira constante na televisão, Darín nunca abandona o teatro e segue realizando obras como Sugar, Extraña pareja, Taxi, Algo en común e Art. Entra discretamente no mundo do cinema, na maioria das vezes em longas-metragens dedicados ao público juvenil, tais como He nacido en la ribera, Así es la vida, La rabona, Los éxitos del amor, La carpa del amor, La discoteca del amor e La canción de Buenos Aires. 
Seu salto definitivo junto à crítica é obtida com o papel de Marcos, um ladrão que realiza pequenos roubos e golpes, numa Argentina que começa a agonizar economicamente, no filme Nueve Reinas (Nove Rainhas). Co-protagonista junto com Gastón Pauls, consegue, finalmente, tornar-se um nome de peso no cinema argentino. Depois deste grande êxito, Darín tem um pequeno, mas efetivo, papel em 2001, novamente sob direção de Mignogna, no filme La fuga. Neste mesmo ano, protagoniza o filme El Hijo de la Novia, do premiado diretor Juan José Campanella. O filme foi um sucesso de crítica e público, sendo indicado ao prêmio de  "Melhor filme em língua não-inglesa" na edição do Oscar de 2002, consolidando o nome de Darín como ator no cenário cinematográfico argentino.
Em 2004, atuou em Luna de Avellaneda, filme que fala sobre a tentativa de resgatar um clube social e esportivo. Em 2005, faz o filme El aura, onde seu personagem é um taxidermista com memória fotográfica, às voltas com uma situação que não queria tomar parte.
Em 2006 recebeu, juntamente com o amigo Juan José Campanella (que o dirigiu em "El Hijo.." e "El Secreto de Sus Ojos"), a nacionalidade espanhola, uma concessão especial do governo espanhol à pessoas que têm méritos reconhecidos.
Em 2007, participou do filme XXY, no qual representa o pai de um adolescente hermafrodita. No mesmo ano, protagoniza e faz sua estreia como diretor em La señal, continuando um projeto abandonado pela metade pelo diretor e seu amigo pessoal Eduardo Mignogna, em virtude de seu falecimento.
Em 2009, junto com Soledad Villamil e Guillermo Francella protagoniza o filme El secreto de sus ojos, drama de Juan José Campanella premiado com o Oscar de "Melhor filme em língua não-inglesa" de 2010 , na edição 82 do prêmio.
Em 2010, protagoniza o filme Carancho, em que vive Sosa, um inescrupuloso advogado. 
Em 2011, também protagoniza o filme "Un Cuento Chino", em que faz o papel de um dono de pequeno comércio, solteiro e que tem que lidar com seus problemas pessoais e ao mesmo tempo ajudar a um chinês que não fala nada de espanhol a encontrar o tio.
Em 2014, é lançado o filme "Relatos Selvagens", composto por seis histórias independentes ligadas por seu assunto, com personagens que caminham sobre a linha tênue que separa a civilização da barbárie. Em uma dessas histórias, Darín estrela o conto que possui um tom mais social, como é costume em sua filmografia. Ele interpreta um trabalhador  que tem o carro rebocado no dia do aniversário da filha e é obrigado a ir no departamento de trânsito para buscar o veículo e precisa pagar uma taxa. Esse episódio lembra bastante outro filme, "Um Dia de Fúria". O personagem de Darín se revolta com a burocracia do sistema e sendo levado a um impulso de violência.

## Filmografia
| Cinema | Cinema                                   | Cinema                | Cinema                             |
| Ano    | Filme                                    | Personagem            | Diretor                            |
| ------ | ---------------------------------------- | --------------------- | ---------------------------------- |
| 1969   | La culpa                                 | Federico Ramírez      |                                    |
| 1972   | He nacido en la ribera                   | Miguel Notari         | Catrano Catrani                    |
| 1977   | Así es la vida                           | Rogelio González      | Enrique Carreras                   |
| 1977   | La nueva cigarra                         |                       | Fernando Siro                      |
| 1978   | La rabona                                |                       | Mario David                        |
| 1978   | La fiesta de todos                       |                       | Sergio Renán                       |
| 1979   | Los éxitos del amor                      |                       | Fernando Siro                      |
| 1979   | La carpa del amor                        |                       | Julio Porter                       |
| 1979   | Juventud sin barreras                    |                       | Ricardo Montes                     |
| 1979   | La playa del amor                        | Ricardo               | Adolfo Aristarain                  |
| 1980   | La canción de Buenos Aires               | Juan González         | Fernando Siro                      |
| 1980   | La discoteca del amor                    | Eddie Ulmer           | Adolfo Aristarain                  |
| 1981   | Abierto día y noche                      |                       | Fernando Ayala                     |
| 1983   | El desquite                              | Silvio                | Juan Carlos Desanzo                |
| 1984   | La Rosales                               |                       | David Lipszyc                      |
| 1986   | Te amo                                   | Germán                | Eduardo Calcagno                   |
| 1986   | Expreso a la emboscada                   | Tenente Lamas         | Gilles Béhat                       |
| 1987   | Revancha de un amigo                     | Ariel Llanarte        | Santiago Carlos Oves               |
| 1987   | The Stranger                             | Clark Whistler        | Adolfo Aristarain                  |
| 1993   | Perdido por perdido                      | Ernesto Vidal         | Alberto Lecchi                     |
| 1998   | El faro                                  | Andy                  | Eduardo Mignogna                   |
| 1999   | El mismo amor, la misma lluvia           | Jorge Pellegrini      | Juan José Campanella               |
| 2000   | Nueve reinas                             | Marcos                | Fabián Bielinsky                   |
| 2001   | La fuga                                  | Domingo Santaló       | Eduardo Mignogna                   |
| 2001   | El hijo de la novia                      | Rafael Belvedere      | Juan José Campanella               |
| 2001   | Samy y yo (en España, Un tipo corriente) | Samy Goldstein        | Eduardo Milewicz                   |
| 2002   | Kamchatka                                | Papá "David Vicente"  | Marcelo Piñeyro                    |
| 2004   | Luna de Avellaneda                       | Román Maldonado       | Juan José Campanella               |
| 2005   | El aura                                  | Esteban Espinosa      | Fabián Bielinsky                   |
| 2006   | La educación de las hadas                | Nicolás               | José Luis Cuerda                   |
| 2007   | XXY                                      | Kraken                | Lucía Puenzo                       |
| 2007   | La señal                                 | Corvalán              | Ricardo Darín                      |
| 2008   | Amorosa soledad                          | Padre de Soledad      | Victoria Galardi / Martín Carranza |
| 2009   | El secreto de sus ojos                   | Benjamín Esposito     | Juan José Campanella               |
| 2009   | El baile de la Victoria                  | Nicolás Vergara Grey  | Fernando Trueba                    |
| 2010   | Carancho                                 | Sosa                  | Pablo Trapero                      |
| 2011   | Un cuento chino                          | Roberto               | Sebastián Borensztein              |
| 2011   | El destino del Lukong                    | Ricardo Darín         | Luca Abys                          |
| 2011   | En fuera de juego                        | Coco                  | David Marqués                      |
| 2012   | Delirium Argentinum                      | Ricardo Darín         | Carlos Kaimakamián                 |
| 2012   | Elefante blanco                          | Julián                | Pablo Trapero                      |
| 2012   | Una pistola en cada mano                 | G.                    | Cesc Gay                           |
| 2013   | Tesis sobre un homicidio                 | Roberto Bermúdez      | Hernán Goldfrid                    |
| 2013   | Séptimo                                  | Sebastián Roberti     | Patxi Amezcua                      |
| 2014   | Relatos Salvajes                         | Simón Fisher          | Damián Szifrón                     |
| 2014   | Cinco segundos antes de morir            | Sebastián             | Martín Hodara                      |
| 2015   | Truman                                   | Julián                | Cesc Gay                           |
| 2016   | Kóblic                                   | Tomás Kóblic          | Sebastián Borensztein              |
| 2017   | Nieve Negra                              | Salvador              | Martín Hodara                      |
| 2017   | La Cordillera                            | Hernán Blanco         | Santiago Mitre                     |
| 2018   | Todos lo Saben                           |                       | Asghar Farhadi                     |
| 2018   | El amor menos pensado                    | Marcos                | Juan Vera                          |
| 2019   | La odisea de los giles                   |                       | Sebastián Borensztein              |
| 2022   | Argentina, 1985                          | Julio César Strassera | Santiago Mitre                     |